# 朱邇典
朱迩典爵士（英語：Sir John Newell Jordan；1852年9月5日—1925年9月14日），英国外交家，曾任英国驻华公使，经历辛亥革命、南北議和與袁世凯洪憲稱帝等事件。

## 生平

### 早年與經歷
朱邇典爵士出生於愛爾蘭的唐郡巴魯，為信仰長老宗的富有農戶之子，一生都有濃重的阿爾斯特口音。
他曾就讀於Royal Belfast Academical Institution、贝尔法斯特女王大学與科克女王学院。
1876年来华，任英国驻北京领事馆见习翻译员。1888年升为北京公使馆馆员，1891年成为中文书记长。1896年出任駐朝鮮國汉城总领事。1898年升为驻华代理公使，1901年成为办理公使，1906年成为驻华特命全权公使。1911年出任北京公使团的领袖公使。辛亥革命期間，促成袁世凱北洋軍與革命黨停戰議和，也促成了宣統退位，中华民国取代大清帝国。1915年曾鼓吹袁世凱稱帝。1920年退休。
1921年至1922年曾出席华盛顿会议。1925年去世。

## 荣誉

### 英国勋章奖章
- 巴斯爵级司令勋章（民事，1909年6月25日批准[4]）
- 印度帝国爵级大司令勋章（1911年）
- 圣米迦勒及圣乔治爵级大十字勋章（1920年6月5日批准[5]）

## 身後
- 身後留下價值39409英鎊的遺產[6]。
- 香港九龍區的佐敦道，以他的名作為命名[7]。